# La Croix du sud
Pour les articles homonymes, voir Croix du Sud (homonymie).
Pour plus de détails, voir Fiche technique et Distribution.
La Croix du sud est un film français réalisé par André Hugon, sorti en 1932.

## Fiche technique
- Titre original : La Croix du sud
- Réalisation : André Hugon
- Scénario : Paul Achard et André Hugon, d'après une œuvre originale de Paul Achard
- Dialogues : Paul Achard
- Décors : Christian-Jaque
- Photographie : Raymond Agnel
- Son : Roger Loisel
- Société de production : Pathé-Natan
- Société de distribution : Pathé Distribution
- Pays d'origine : France
- Langue : français
- Format : Noir et blanc - 35 mm - 1,37:1 - Mono
- Genre : drame
- Durée : 90 minutes
- Date de sortie : France : 20 mai 1932
- Affiche dessinée par Pierre Abadie Landel

(Source : CinéRessources.net, UniFrance et Imdb)

## Distribution
- Charles de Rochefort : Aftan
- Kaïssa-Robba : Dassine
- Alexandre Mihalesco : Abi
- Suzanne Christy : Madeleine Ménard
- Jean Toulout : le professeur Ménard
- Jean Heuzé : lieutenant Darsène
- Tahar Hannache : le chef nomade Taha Badawi
- Christian-Jaque : un lieutenant